# Hrabstwo Stillwater
Hrabstwo Stillwater (ang. Stillwater County) – hrabstwo w stanie Montana w Stanach Zjednoczonych. Obszar całkowity hrabstwa obejmuje powierzchnię 1804,61 mil² (4673,92 km²). Według szacunków United States Census Bureau w roku 2009 miało 8786 mieszkańców. Jego siedzibą jest Columbus.
Hrabstwo powstało w 1913 roku.

## Miasta
- Columbus

## CDP
- Absarokee
- Park City
- Reed Point